# Walter Frauenberger

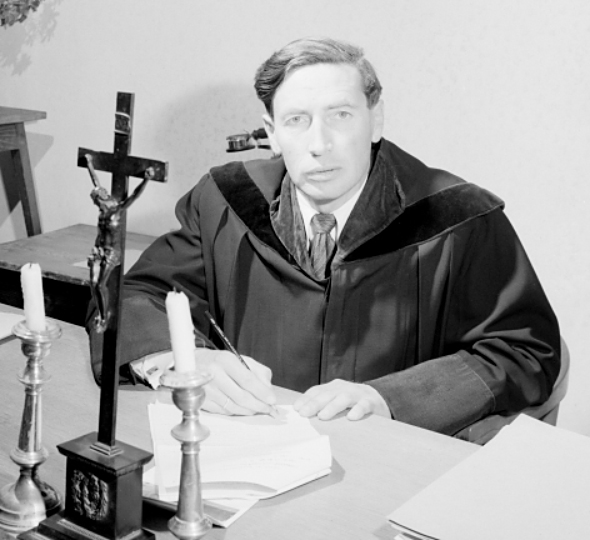
Walter Frauenberger als Richter in St. Johann im Pongau

Walter Frauenberger (* 5. März 1908 in Wien; † 9. Februar 1958 in Gmunden, Oberösterreich) war ein österreichischer Oberlandesgerichtsrat und Bergsteiger.

## Leben
Walter Frauenberger arbeitete in seinem „Brotberuf“ 1940 bis 1946 als Bezirksrichter im Bezirksgericht Zell am See. Er war auch Gerichtsvorsteher am Bezirksgericht St. Johann. Daneben war er einer der berühmtesten Salzburger Alpinisten seiner Zeit. Er nahm an zwei Himalaya- und einer Karakorum-Expedition teil und führte 1955 die Spitzbergen-Kundfahrt des Salzburger Edelweißklubs, bei der 40 Gipfelsiege errungen wurden.

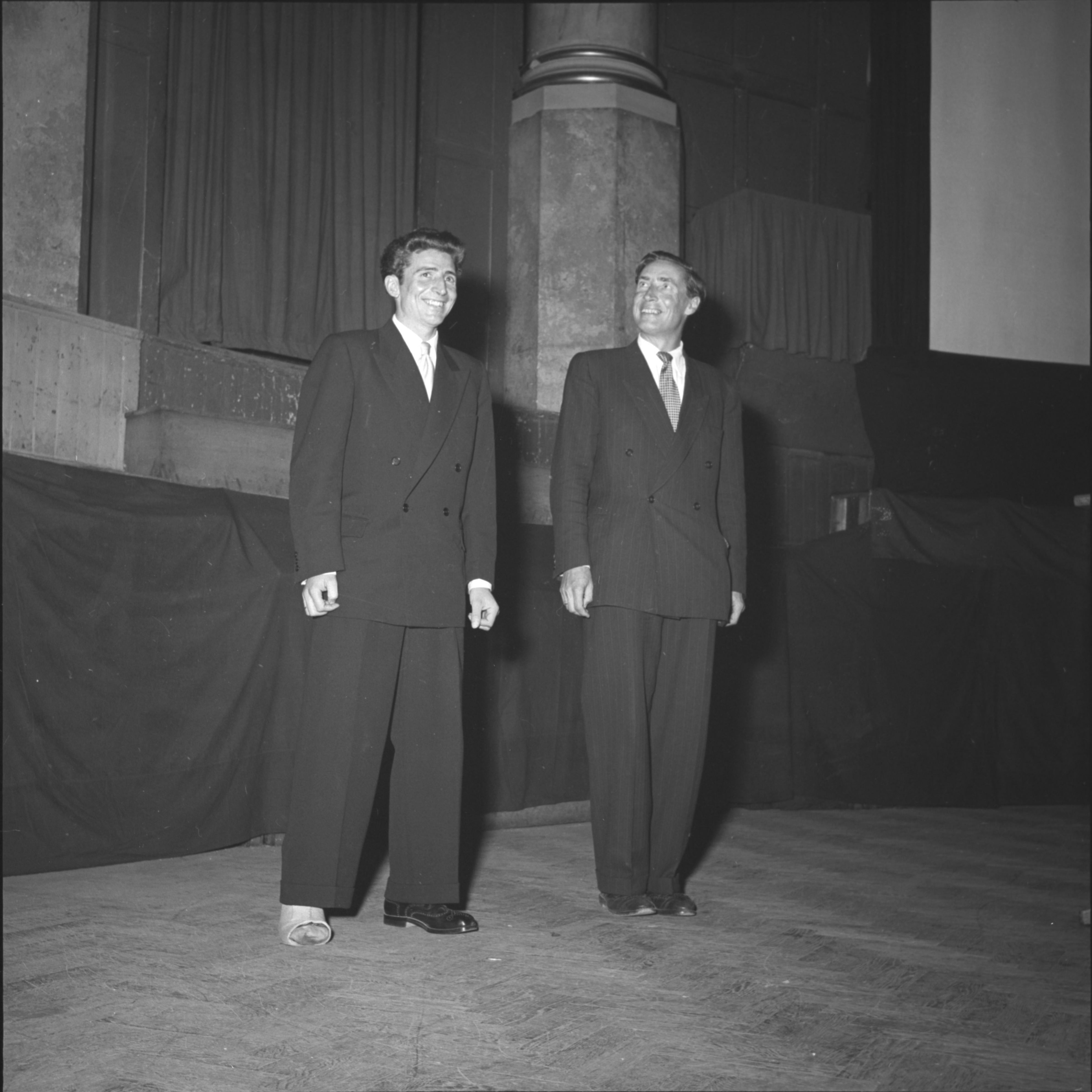
Walter Frauenberger (rechts) und Hermann Buhl (links) bei einem Vortrag im Wiener Konzerthaus (28. Oktober 1953)

Frauenberger war einer der besten Freunde des Tiroler Bergsteigers Hermann Buhl, mit dem er an der deutsch-österreichischen Willy Merkl-Gedächtnisexpedition zum Nanga Parbat teilnahm und in deren Verlauf Buhl die Erstbesteigung am 3. Juli 1953 gelang. Frauenberger hatte Buhl dabei bis zum Lager V begleitet, dann aber mangels Platz im Lager auf einen Gipfelsieg verzichtet und sich ins Lager IV zurückgezogen. Hans Ertl drehte über diese Expedition den Dokumentarfilm Nanga Parbat.
Am 24. Oktober 1953 berichteten Buhl und Frauenberger im ausverkauften Salzburger Festspielhaus von ihrer Expedition; der Vortrag musste wegen großer Nachfrage wiederholt werden.
Walter Frauenberger kam 1958 tragisch ums Leben, als er während einer Übernachtung in Gmunden aus dem Fenster eines Gasthauses fiel und noch in der Nacht seinen schweren Kopfverletzungen erlag. Der genaue Unfallhergang blieb ein Rätsel, allerdings dürfte er das Fenster seines Zimmers geöffnet haben, nachdem er schon zuvor – infolge eines Nervenleidens – öfter über Übelkeit geklagt hatte, und sich dabei zu weit hinausgelehnt haben.
Frauenberger wurde am 13. Februar 1958 auf dem Friedhof von St. Johann beigesetzt. Er hinterließ seine Frau Betty und drei Kinder; Ute, Werner und Walter.